# Cechenena
Cechenena é um gênero de mariposa pertencente à família Bombycidae.

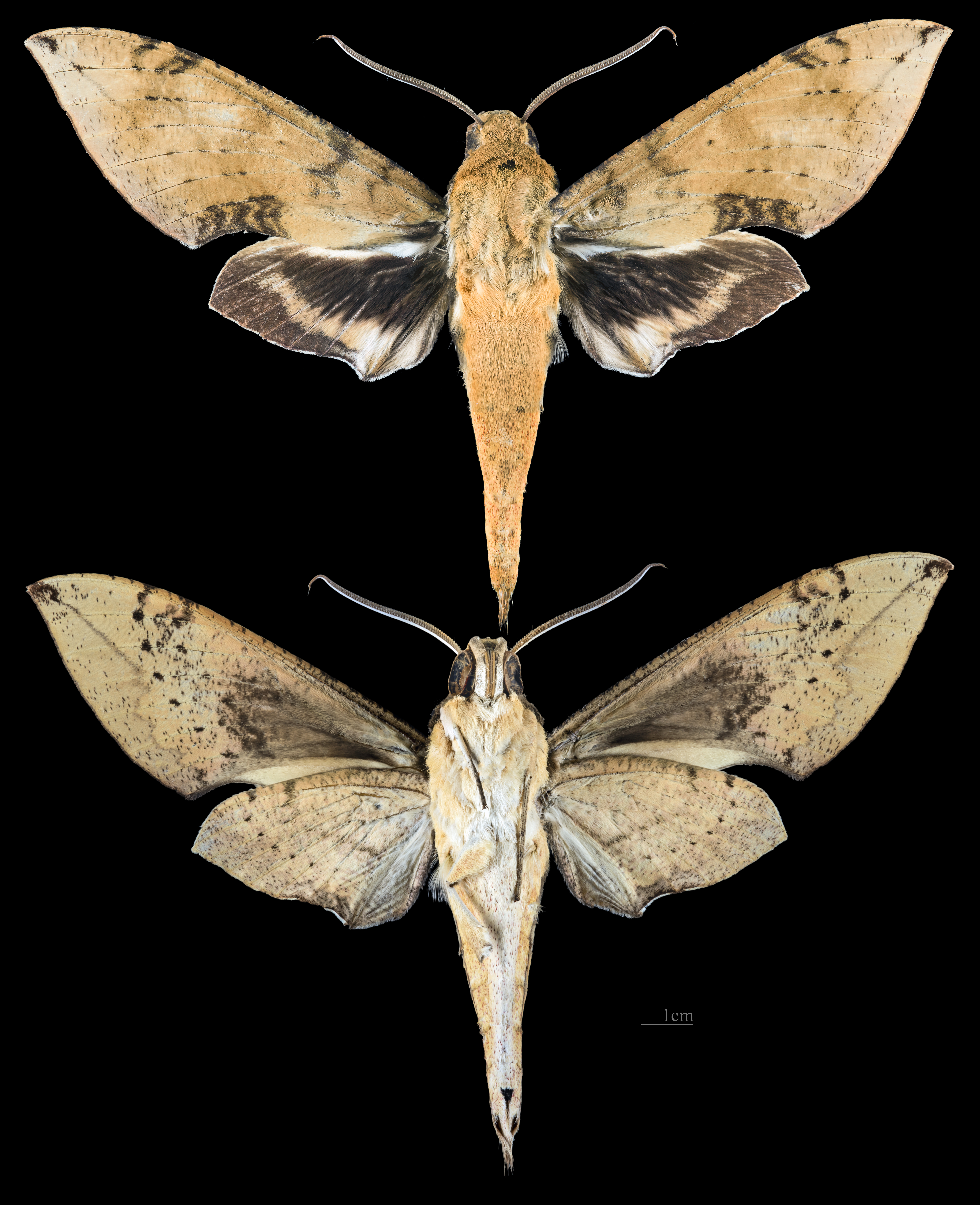
Cechenena aegrota
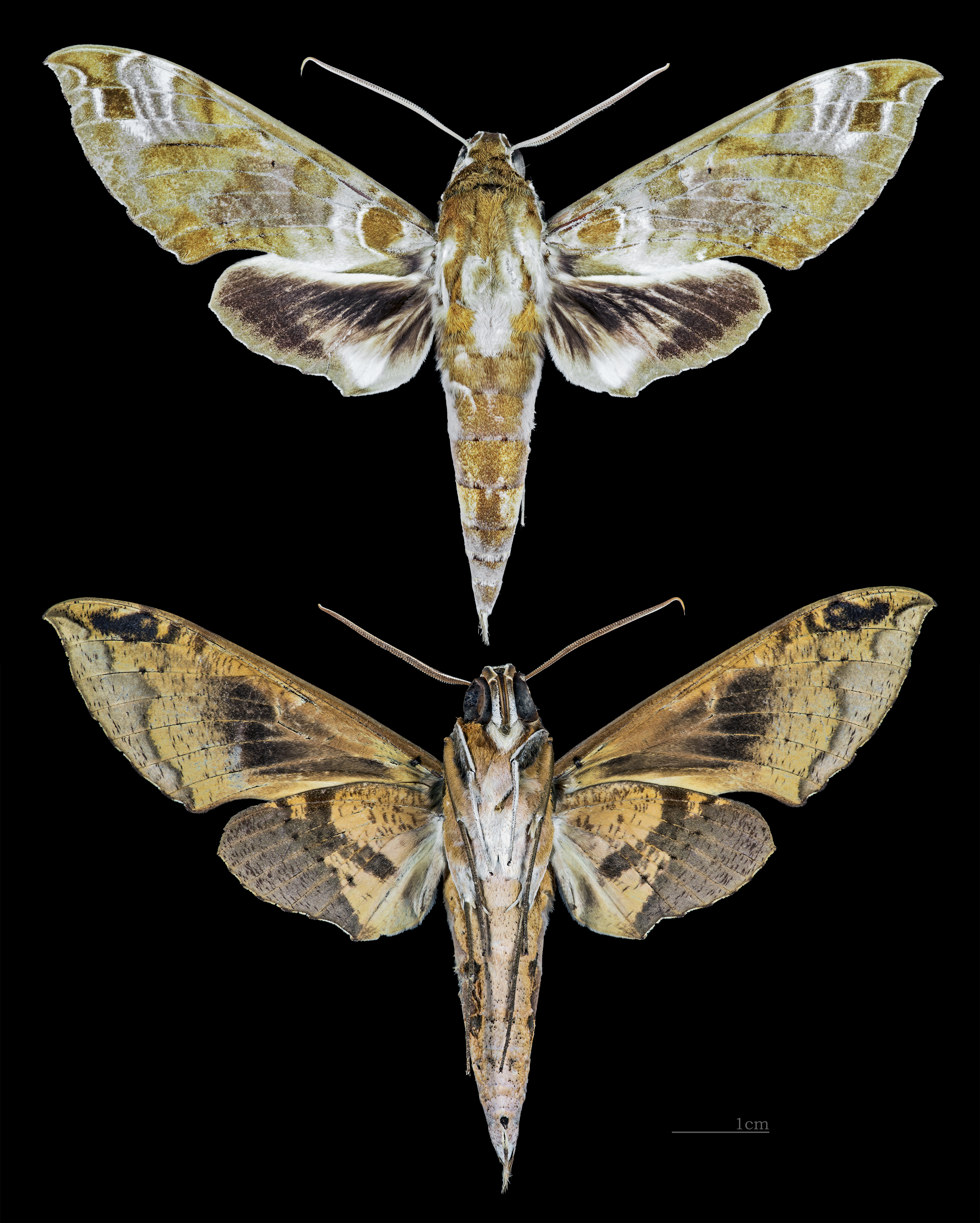
Cechenena helops
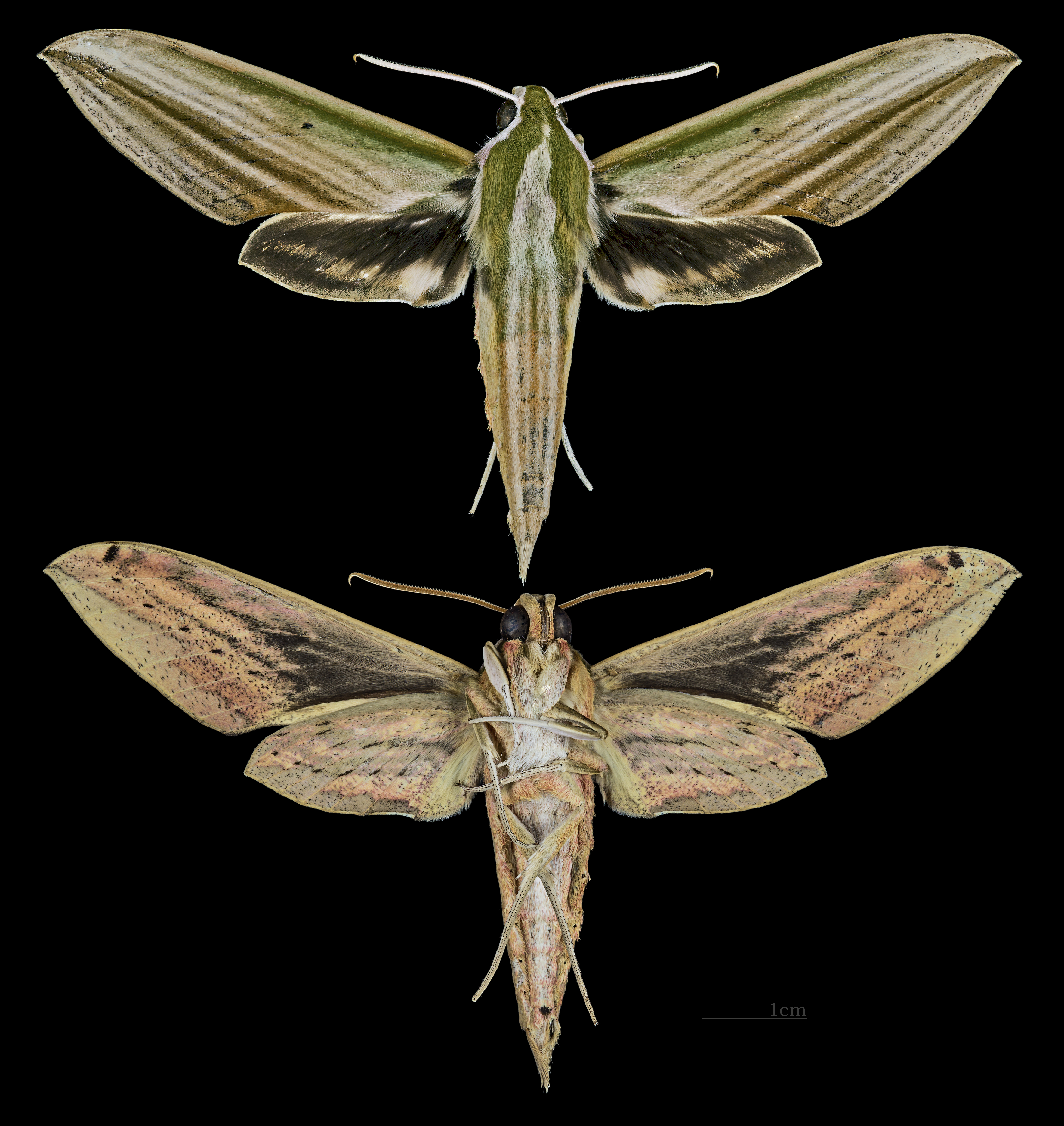
Cechenena lineosa
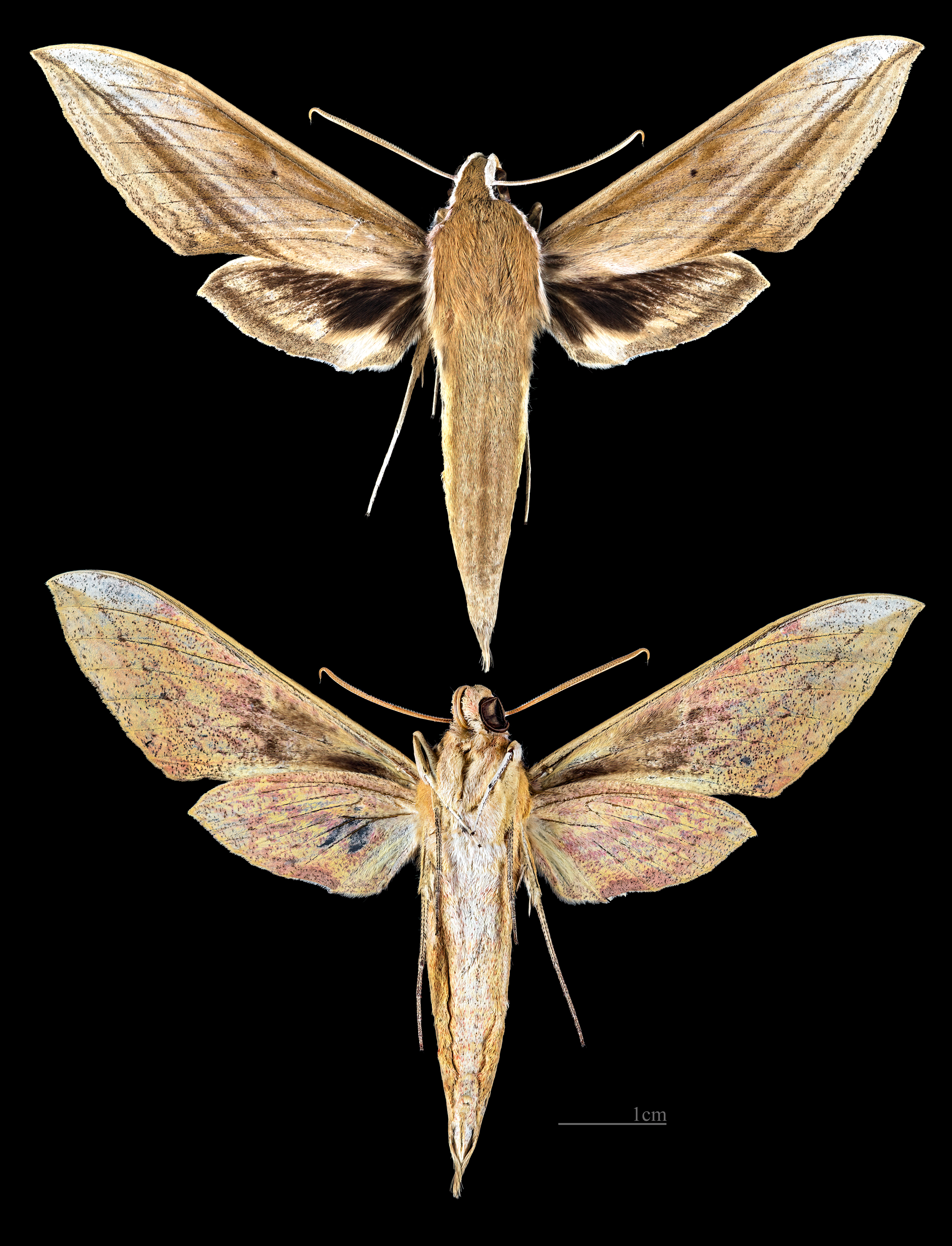
Cechenena minor
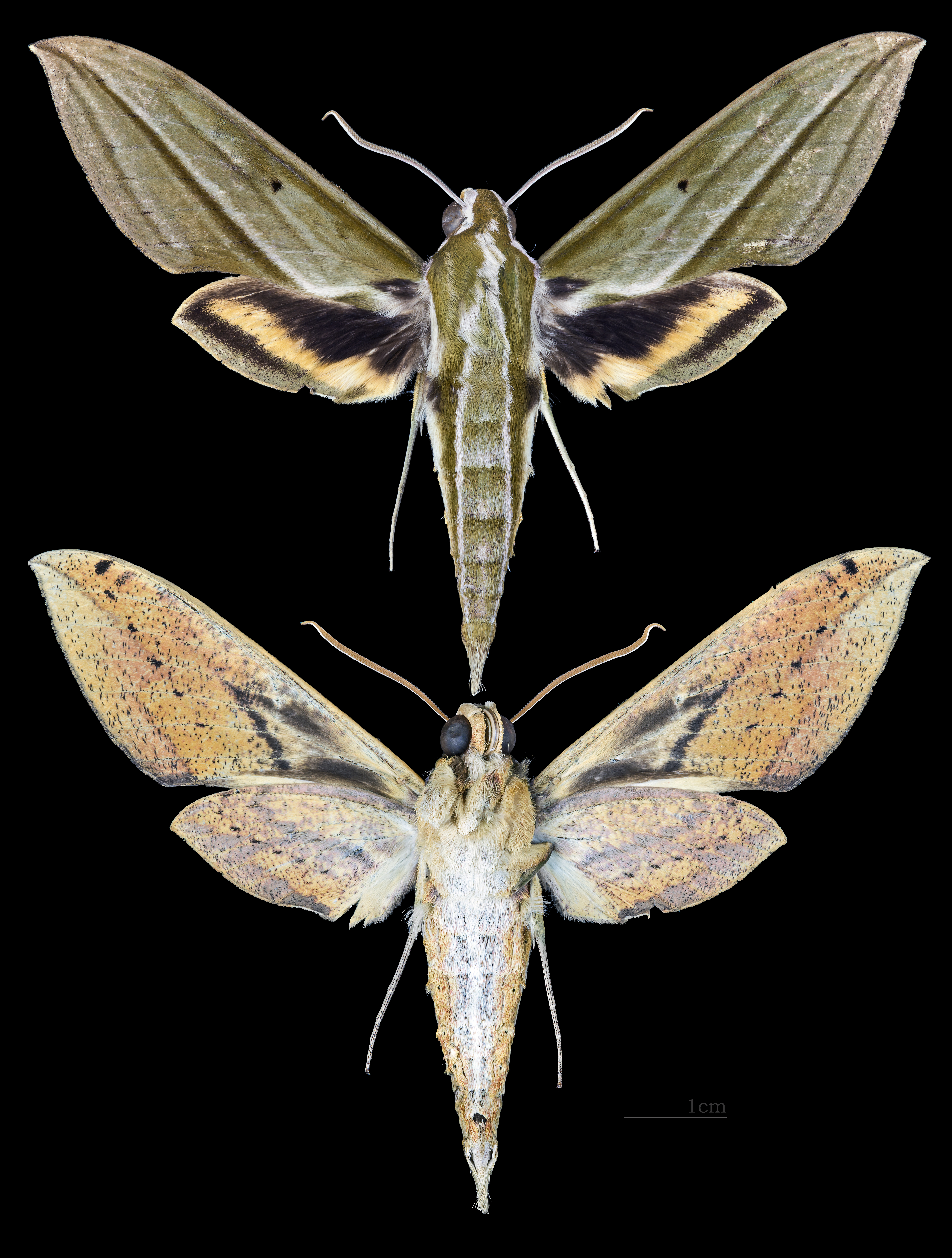
Cechenena pollux
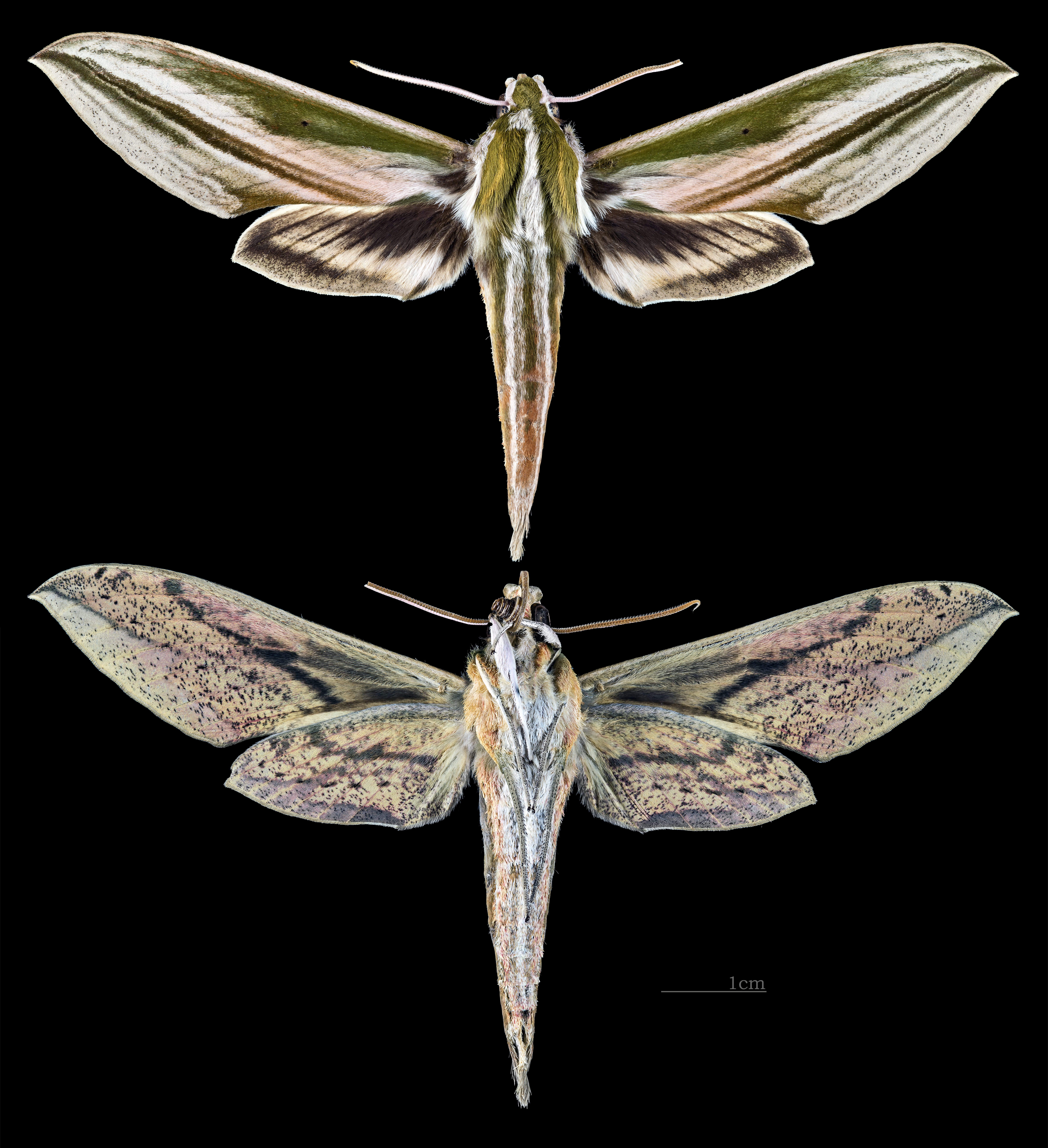
Cechenena scotti
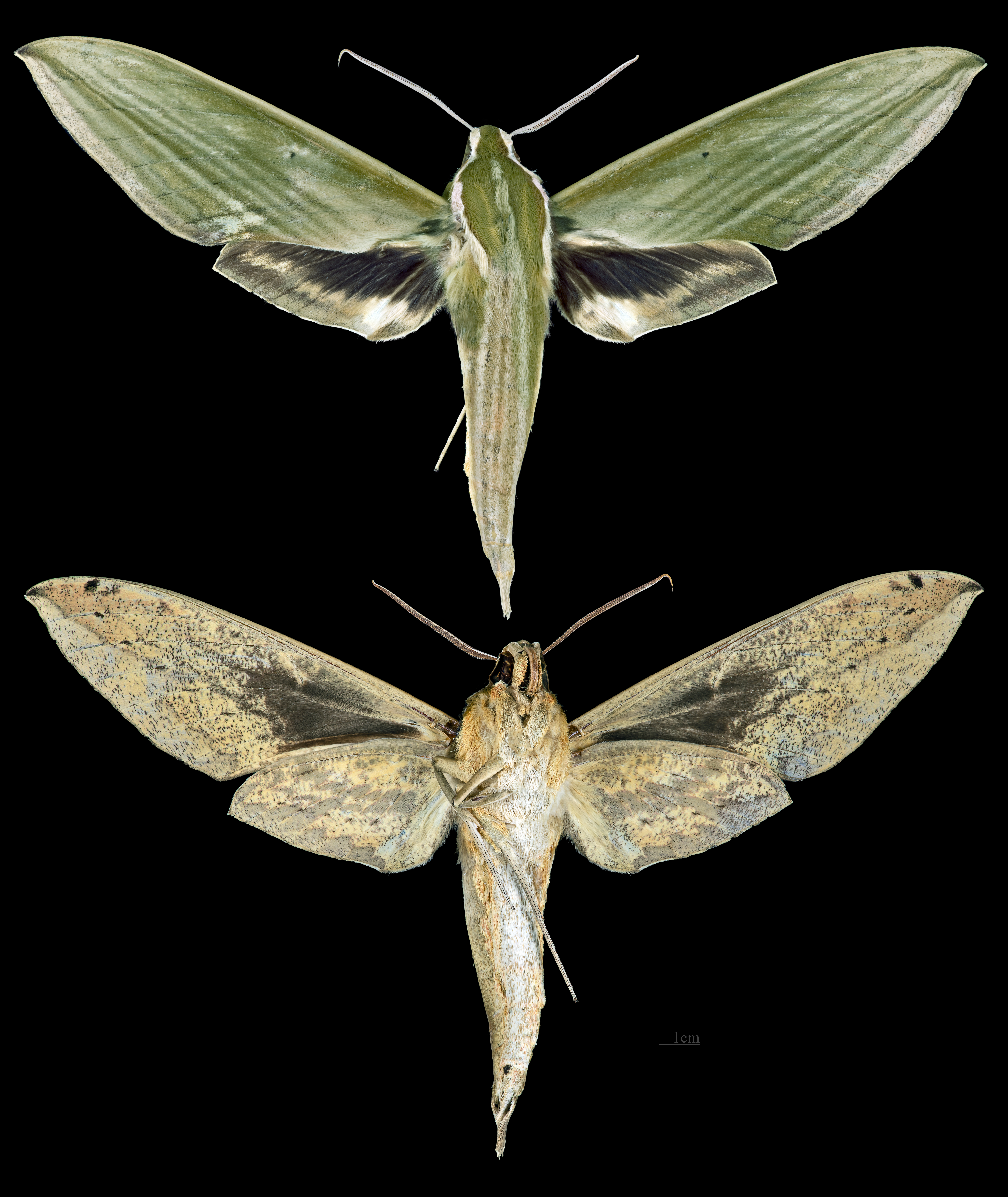
Cechenena subangustata
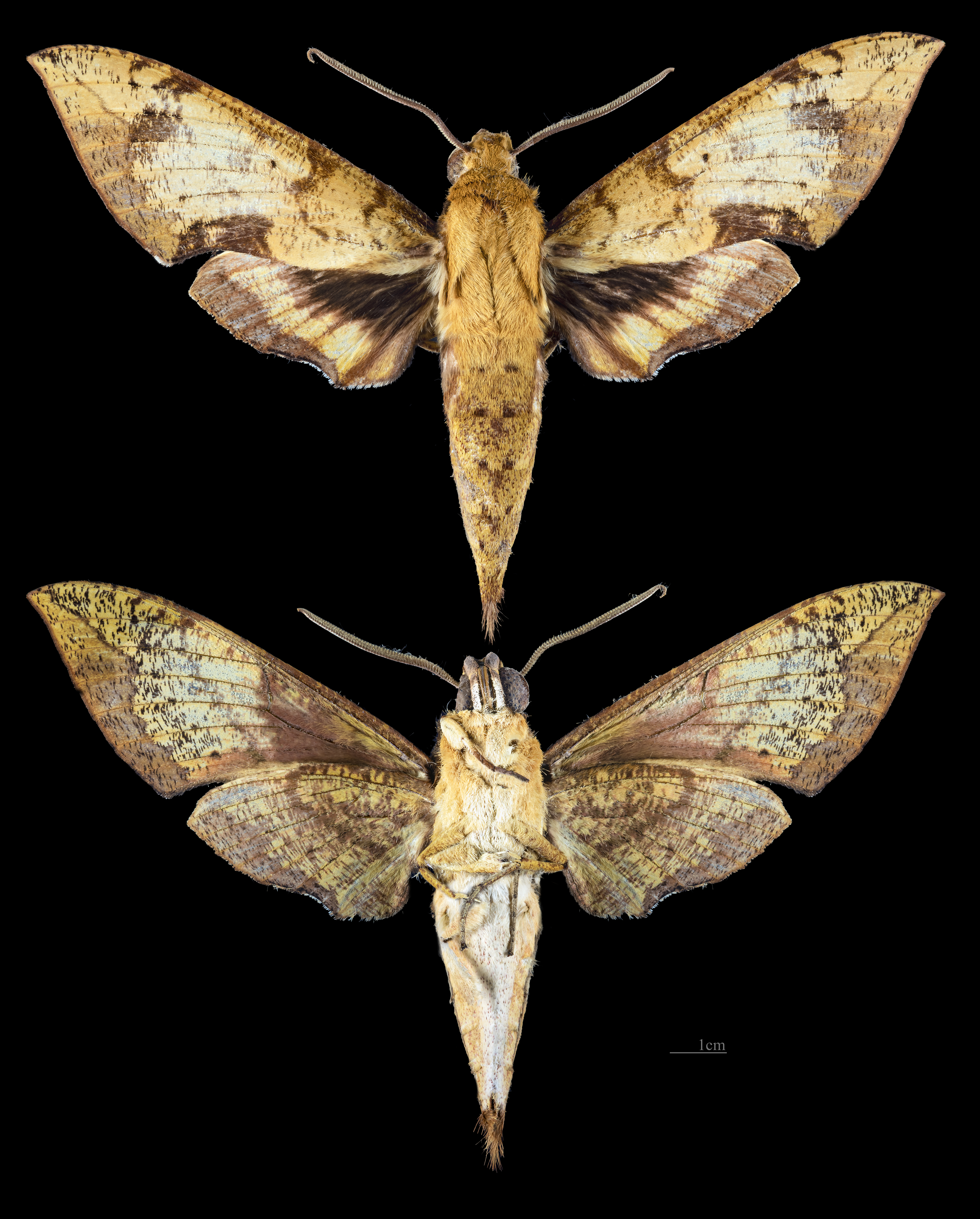
Cechenena transpacifica